# Nomada plumosa
Nomada plumosa là một loài Hymenoptera trong họ Apidae. Loài này được Gribodo mô tả khoa học năm 1894.